# فرانز ماركس
فرانز ماركس (بالألمانية: Franz Marx)‏ هو مصارع هاوي نمساوي، ولد في 20 يناير 1963 في إنسبروك في النمسا.

## وصلات خارجية
- فرانز ماركس على موقع قاعدة بيانات المصارعة الدولية (الإنجليزية)
- فرانز ماركس على موقع أوليمبيديا (الإنجليزية)